# Jellyfish Entertainment
Jellyfish Entertainment (hangeul : 젤리피쉬엔터테인먼트) est un label discographique et une agence de divertissement sud-coréenne créée par le compositeur et producteur Hwang Se-jun à Séoul, en Corée du Sud.
La liste d'artistes de l'agence se compose principalement des groupes VIXX, Gugudan, Verivery et des solistes Kim Se-jeong et Lim Seul-ong. L'agence a également gérer la carrière d'acteurs tel que Park Jung-soo, Kim Sun-young, Park Ki-woong, Park Jung-ah, Gong Hyun-joo, et Nam Bo-ra.

## Histoire

### 2007–2012: Fondation et premiers artistes
Jellyfish Entertainment Co., Ltd. a été fondé le 17 août 2007 à Séoul par le compositeur et producteur Hwang Se-jun. Le premier artiste à signer sous l'agence est le chanteur de ballades reconnu Sung Si-kyung, qui sort lee single "Parting Once Again" (hangeul: 한번 더 이별). Une année plus tard, le label signe Lisa et Park Hak-ki.
En novembre 2008, le chanteur Park Hyo-shin signe chez l'agence et figure sur l'album Hwang Project Vol.1 Welcome To The Fantastic World. L'année suivante, le participant de Superstar K Seo In-guk et Altair (Lee Ji-hoon) joignent également Jellyfish Entertainment.
En décembre 2010, les artistes de Jellyfish Entertainment collaborent pour l'album projet Jelly Christmas avec le single principal "Christmas Time". En décembre 2011 Sung Si-kyung, Brian Joo, Seo In-guk, Park Hak-ki, Park Jang-hyun et Hwang Project ont fait une nouvelle collaboration pour Jelly Christmas avec le single "Christmas for All".

### 2012–2015: Formation de VIXX
Le 24 mai 2012, le premier boys band de Jellyfish Entertainment, VIXX, débute avec le single "Super Hero" au M! Countdown, après avoir été dans la téléréalité MyDOL. En juin de cette année, Lee Seok-hoon de SG Wannabe a sorti le single digital "The Beginning of Love" (Y.Bird de Jellyfish Island avec Lee Seok Hoon) comme partie du Projet Y.Bird from Jellyfish Island de Hwang Se-jun. Le 12 septembre, Jellyfish Entertainment a tenu son premier concert live Jellyfish Live au Tokyo's Zepp Diver City au Japon,, et en décembre, à la fois Park Hyo-shin et Sung Si-kyung ont tenu des concerts à Séoul. Des artistes de Jellyfish Entertainment ont une nouvelle fois collaboré pour le Jelly Christmas 2012 Heart Project avec le single “Because It's Christmas” dont les recettes ont été données à l'Armée du Salut coréenne,.
En 2013, le projet Y.Bird from Jellyfish Island a sort les singles digitaux "I Can't Live Because of You" par Seo In-guk ft. Verbal Jint (Y.BIRD from Jellyfish Island With Seo In Guk) en février,,, et "Girl’s Why?" par VIXX et le duo indie OKDAL (Y.BIRD from Jellyfish with VIXX & OKDAL) en octobre.
En 2014, Jellyfish Entertainment est devenu partenaire avec CJ E&M Music Performance Division.
En juillet 2015, le participant du top 4 de K-pop Star 4 Park Yoon-ha a signé un contrat exclusif avec Jellyfish Entertainment. Le mois suivant, Jellyfish fait débuter VIXX LR, une sous-unité de VIXX composé du rappeur Ravi et du chanteur Leo,. L'EP Jelly Christmas 2015 sort le 15 décembre avec le single titre “Love In The Air (hangeul: 사랑난로)". Seo In-guk, VIXX, l'ex-membre de Jewelry Park Jung-ah et Park Yoon-ha figurent sur l'EP,.

### 2015–2016: Formation de Gugudan
Du 18 décembre 2015 au 1er avril 2016, les stagiaires Kim Na-young, Kang Mi-na et Kim Se-jeong représentaient Jellyfish Entertainment dans le concours télévisé Produce 101. Kang Mi-na et Kim Se-jeong ont accédé à la finale et ont débuté dans le projet de girl group I.O.I, tout en restant sous Jellyfish Entertainment,. Il a été confirmé qu'en continuant les promotions en étant dans I.O.I, les stagiaires débuteront officiellement sous l'agence du groupe,,.
Le 3 juin 2016, Jellyfish Entertainment annonce le lancement de leur nouvelle chaîne musicale Jelly Box. Jelly Box ressemble au précédent projet de Jellyfish Entertainment Y.Bird from Jellyfish Island et présentera des artistes et producteurs de Jellyfish Entertainment, ainsi que des collaborations avec des artistes issus de d'autres labels.
Le 28 juin 2016, le groupe féminin de neuf membres Gugudan débute sous Jellyfish Entertainment,.
En août 2016, Park Hyo-shin quitte l'agence après huit ans.

## Artistes
Liste des artistes sous Jellyfish Entertainment :

### Groupes
- Verivery
- Evnne

### Solistes
- Kim Se-jeong
- Son Cham-chi (Maguro)

### Acteurs
- Kim Young-ju
- Nam Bo-ra
- Park Si-young
- Tak Yi-on
- Ryu Won-woo

## Anciens artistes
Liste des groupes et artistes anciennement sous Jellyfish Entertainment :

### Groupes
- VIXX (2012–2024)
  - Ravi (2012–2019)[34]
  - Hongbin (2012–2020)[35]
  - N (2012–2020)[36]
  - Hyuk (2012–2022)[37]
  - Leo (2012–2024)[38]
  - Ken (2012–2024)[38]
- Gugudan (2016–2020)[39]
  - Hyeyeon (2016–2018)[40]
  - Mimi (2016–2021)[41]
  - Nayoung (2016–2021)[41]
  - Soyee (2016–2021)[41]
  - Haebin (2016–2021)
  - Hana (2016–2021)
  - Sally (2016–2023)[42]
  - Mina (2016–2023)[43]

### Solistes
- Kim Hyeong-jung (2008-2009)
- Altair (Lee Ji-hoon) (2009)
- Kyun Woo (2010)
- Lisa (2008–2010)
- Park Hak-ki (2008–2011)
- Park Jang-hyun (2011)
- Brian Joo (2010–2012)
- Lee Seok-hoon (2012–2013)
- Park Hyo-shin (2008–2016)
- Seo In-guk (2009–2017)
- Sung Si-kyung (2007–2018)
- Jung So-min (2017–2019)
- Gong Hyun-joo (2016–2020)
- Jang Hye-jin
- Lim Seul-ong
- Kim Min-kyu

## Discographie

### Albums
| - Jelly Christmas (2010) - Jelly Christmas 2011 - Jelly Christmas 2012 Heart Project - 겨울 고백 (Jelly Christmas 2013) - Jelly Christmas 2015 – 4랑 | - Y.Bird from Jellyfish Island with Lee Seok Hoon (2012) - Y.BIRD from Jellyfish Island With Seo In Guk (2013) - Y.BIRD from Jellyfish Island With VIXX & OKDAL (2013) - Y.BIRD from Jellyfish with LYn X Leo (2014) |

### Projets
- Jelly Box -  chaîne musicale

## Concerts
- Jellyfish Live (Japon, 2012)[7],[8]
- Y.Bird from Jellyfish Island Showcase (2013)

## Filmographie
- 2012: MyDOL - Téléréalité montrant la formation et les débuts du premier boys band de Jellyfish Entertainment, VIXX[44],[45].

## Partenariats

### Labels distributeurs
| Corée du Sud - CJ E&M (Stone Music Entertainment) Japon - CJ Victor Entertainment (VIXX) (depuis 2012) | Chine - QQ (VIXX) (depuis 2015) Taïwan - Avex Taiwan (VIXX) (depuis 2015) |